# Rubus yiwuanus
Rubus yiwuanus là loài thực vật có hoa trong họ Hoa hồng. Loài này được W.P. Fang miêu tả khoa học đầu tiên năm 1952.